# Now Deh (ort i Nordkhorasan)
Now Deh (persiska: Now Deh Bām, نو ده) är en ort i Iran.   Den ligger i provinsen Nordkhorasan, i den nordöstra delen av landet, 600 km öster om huvudstaden Teheran. Now Deh ligger 1 735 meter över havet och antalet invånare är 985.
Terrängen runt Now Deh är kuperad åt sydost, men åt nordväst är den bergig. Runt Now Deh är det ganska glesbefolkat, med 30 invånare per kvadratkilometer. Now Deh är det största samhället i trakten. Trakten runt Now Deh består i huvudsak av gräsmarker.